# TT332
TT332 (Theban Tomb 332) è la sigla che identifica una delle Tombe dei Nobili ubicate nell'area della cosiddetta Necropoli Tebana, sulla sponda occidentale del Nilo dinanzi alla città di Luxor, in Egitto. Destinata a sepolture di nobili e funzionari connessi alle case regnanti, specie del Nuovo Regno, l'area venne sfruttata, come necropoli, fin dall'Antico Regno e, successivamente, sino al periodo Saitico (con la XXVI dinastia) e Tolemaico.

## Titolare
TT332 era la tomba di:
| Titolare   | Titolo                                                    | Necropoli       | Dinastia/Periodo | Note |
| ---------- | --------------------------------------------------------- | --------------- | ---------------- | ---- |
| Penrenutet | Capo degli ispettori del granaio dei possedimenti di Amon | Dra Abu el-Naga | XIX-XX dinastia  |      |

## Biografia
Nessuna notizia biografica è ricavabile; benché sia rappresentata la moglie, di questa non è identificabile il nome

## La tomba
TT332 è costituita da una sala trasversale da cui si accede a una piccola cappella. Sulle pareti: il defunto con la moglie e alcuni preti (1 in planimetria) dinanzi a una divinità non identificabile; poco oltre (2) il defunto e la moglie in adorazione di Osiride, Iside e Nephtys. Anche in altra parete (3) il defunto adora una divinità non identificabile; segue (4) scena del defunto che suona un sistro in presenza di Ahmose Nefertari. Un breve corridoio dà accesso alla cappella; sulle pareti: il defunto e la moglie (5-6) adorano una divinità seduta sotto un padiglione; su altre pareti (7-8) scene da banchetto funebre in presenza del defunto e della moglie. Sul fondo della cappella (9) il defunto e altri offerenti; ai lati due rappresentazioni umanizzate del pilastro Djed.

### Annotazioni
1. ↑  La numerazione dei locali e delle pareti segue quella di Porter e Moss 1927, p. 9.
2. ↑  La prima numerazione delle tombe, dalla numero 1 alla 252, risale al 1913 con l'edizione del "Topographical Catalogue of the Private Tombs of Thebes" di Alan Gardiner e Arthur Weigall. Le tombe erano numerate in ordine di scoperta e non geografico; ugualmente in ordine cronologico di scoperta sono le tombe dalla 253 in poi.
3. ↑  I campi della Duat, ovvero l'aldilà egizio, si trovavano, secondo le credenze, proprio sulla riva occidentale del grande fiume.
4. ↑  Nella sua epoca di utilizzo, l'area era nota come "Quella di fronte al suo Signore" (con riferimento alla riva orientale, dove si trovavano le strutture dei Palazzi di residenza dei re e i templi dei principali dei) o, più semplicemente, "Occidente di Tebe".
5. ↑  le Tombe dei Nobili, benché raggruppate in un'unica area, sono di fatto distribuite su più necropoli distinte.
6. ↑  Le note, sovente di inquadramento topografico della tomba, sono tratte, fino alla TT252, dal "Topographical Catalogue" di Gardiner e Weigall, ed. 1913 e fanno perciò riferimento alla situazione dell'epoca.

### Fonti
1. ↑  Gardiner e Weigall 1913.
2. ↑  Donadoni 1999,  p. 115.
3. ↑  Porter e Moss 1927, p. 399.
4. 1 2  Porter e Moss 1927,  p. 399.